# Cheetah Racing Cars
Cheetah Racing Cars è stata una casa automobilistica australiana produttrice di vetture da corsa. 

## Storia

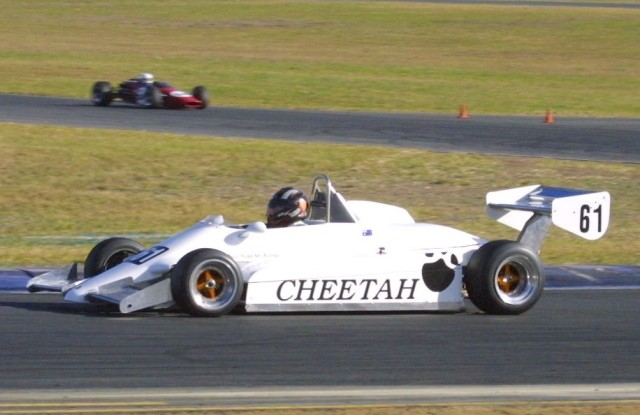
Un esemplare di Cheetah MK8, utilizzata per il Campionato Australiano di Formula 2.

Le vetture erano progettate, ingegnerizzate e costruite da Brian Shead in una piccola officina, posta sul retro della sua casa, a Mordialloc, un sobborgo di Melbourne. Il nome si rifà all'animale terrestre più veloce, significa infatti "ghepardo".
La prima vettura fu realizzata nel 1960 da Shead, per partecipare in prima persona a competizioni automobilistiche in Formula Junior. Una seconda Cheetah è stata costruita nel 1962 e una terza nel 1963. Un progetto completamente nuovo è stato avviato nel 1970, dopo che l'amico Don Biggar persuase Shead a costruire un'altra vettura, la Mk4H con motore V8 Oldsmobile, per gare di velocità in salita. Nel 1973 Shead lavorò a tempo pieno per progettare e costruire macchine da corsa. L'ultima vettura è stata prodotta nel 1989: una Mk9 per la Formula Holden. Cheetah Racing Cars ha prodotto vetture da corsa per svariate categorie automobilistiche ed era il produttore principale per la Formula 2 australiana alla fine degli anni settanta e per la maggior parte degli anni ottanta. In Formula Holden, l'unica Cheetah costruita per la categoria, nel 1989, era ancora competitiva a metà degli anni novanta contro le più nuove vetture realizzate in fibra di carbonio da Ralt e Reynard.
Anche se non vengono più prodotte vetture Cheetah, Shead è ancora attivamente coinvolto per la fornitura di parti di ricambio e per consulenze ai proprietari di vetture Cheetah.